# Berberis loxensis
Berberis loxensis là một loài thực vật có hoa trong họ Hoàng mộc. Loài này được Benth. mô tả khoa học đầu tiên năm 1843.